# سیارک ۷۰۳۷
سیارک ۷۰۳۷ (به انگلیسی: 7037 Davidlean، نامگذاری:1995BK3) هفت هزار و سی و هفتمین سیارک کشف شده‌است که در ۲۹ ژانویه ۱۹۹۵ کشف شد.
قدر مطلق سیارک برابر ۱۱٫۲۰ است.